# Albert Huber (Politiker)

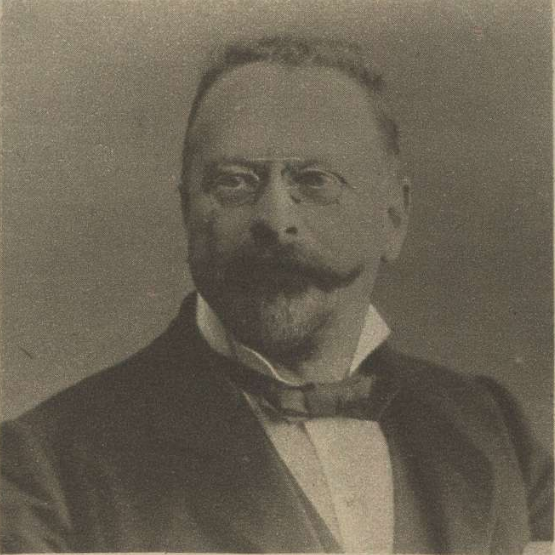
Albert Huber-Burckhardt

Albert Huber (* 29. Mai 1847 in Basel; † 17. April 1917 ebenda) war ein Schweizer Apotheker, Rechtsanwalt, Gerichtspräsident und Politiker.

## Leben und Werk

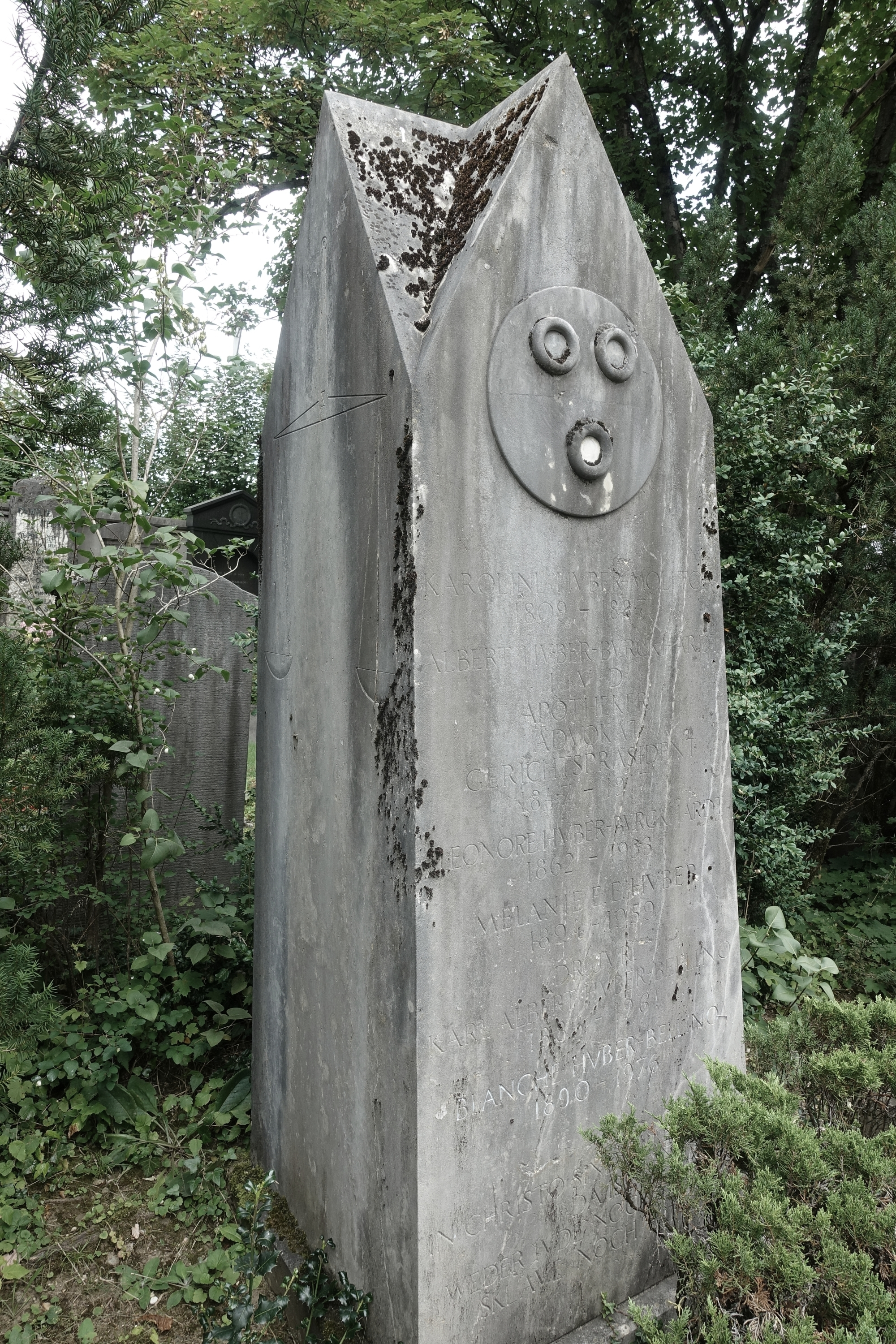
Grab auf dem Wolfgottesacker, Basel.

Albert Huber war ein Sohn des Apothekers Johann Jakob Huber (1805–1865) und der aus Würzburg stammenden Karolina Augusta, geborene Molitor (1809–1887). Sein Grossvater war der Apotheker und Professor für Geschichte Melchior Huber (1778–1814).
Huber absolvierte nach dem Gymnasium und Pädagogium in Basel eine Apothekerlehre sowie ein naturwissenschaftliches Studium in Stuttgart. Es folgten weitere Studien in Deutschland, Frankreich und der Schweiz. 1870 schloss er diese mit dem Apothekerexamen erfolgreich ab und übernahm 1872 die väterliche Apotheke in Basel. Zudem war er Präsident und späteres Ehrenmitglied des Basler Apothekervereins. 1887 verkaufte er seine Apotheke und studierte Jurisprudenz an der Universität Heidelberg. 1881 holte er sich den Doktortitel. Während seiner Laufbahn erhielt er zahlreiche internationale pharmazeutische Auszeichnungen. 
Huber war Anhänger des Grütlivereins, eines vaterländisch orientierten Arbeitervereins. Von 1878 bis 1906 sass er als Freisinniger und von 1906 bis 1908 als Sozialdemokrat im Basler Grossen Rat. Zudem war er von 1883 bis 1885 Präsident des Gewerbevereins Basel. Von 1893 bis 1905 war Huber Zivilgerichtspräsident und 1908 ein Mitbegründer der Demokratischen Partei der Schweiz.
Huber heiratete 1885 Eleonore, geborene Burckhardt (1862–1933). Sie war die Tochter des Bäckermeisters sowie Gründers und Direktors der Handwerkerbank Jakob Hieronymus Burckhardt (1828–1910). Seine letzte Ruhestätte fand Albert Huber auf dem Wolfgottesacker in Basel.